# Дубиче-Церкевне (гмина)
Дубиче-Церкевне (пол. Dubicze Cerkiewne) — сельская гмина (волость) в Польше, входит как административная единица в Хайнувский повет, Подляское воеводство. Административный центр гмины — деревня Дубиче-Церкевне. Население — 1953 человек (на 2004 год).

## Демография
| Перепись                       | Всего   | Всего | Женщины | Женщины | Мужчины | Мужчины |
| ------------------------------ | ------- | ----- | ------- | ------- | ------- | ------- |
| Единицы                        | человек | %     | человек | %       | человек | %       |
| Население                      | 1953    | 100   | 976     | 50      | 977     | 50      |
| Плотность населения (чел./км²) | 12,9    | 12,9  | 6,5     | 6,5     | 6,5     | 6,5     |

## Поселения
1. Чехы-Орляньске
2. Длуги-Бруд
3. Дубиче-Церкевне
4. Дубиче-Тофиловце
5. Гурны-Груд
6. Грабовец
7. Исток
8. Ягодники
9. Якубово
10. Елёнка
11. Йодлувка
12. Кляково
13. Корыциски
14. Красковщызна
15. Кронгле
16. Никифоровщызна
17. Пасечники-Мале
18. Пяски
19. Рутка
20. Семиволоки
21. Стары-Корнин
22. Стажина
23. Версток
24. Вилюки
25. Витово
26. Войнувка
27. Выгон
28. Забагоне

## Соседние гмины
1. Гмина Чиже
2. Гмина Хайнувка
3. Гмина Клещеле
4. Гмина Орля